# Damian Cotter
Damian James Cotter (9 dicembre 1971) è un allenatore di pallacanestro australiano.